# بردى (نهر)
نهر بردى (يُنطق بَرَدَا) هو نهر في دمشق العاصمة السورية ينبع من بحيرة نبع بردى في جنوب الزبداني على سلسلة الجبال السورية شمال غرب دمشق ويصب في بحيرة العتيبة جنوب شرق مدينة دمشق، مارا بمدينة دمشق ودمشق القديمة والغوطة. ينبع نهر بردى من الجنوب الغربي لوهدة الزبداني في الجبال، من نبع فوكلوزي غزير عند أقدام جبل الشير منصور، على ارتفاع يزيد عن 1100م. يسير بعدها متعرجاً بضعة كيلو مترات حتى مزرعة التكية، حيث يدخل في وادي عميق شديد الانحدار شهير باسم وادي بردى. ويتابع سيره حتى يدخل مدينة دمشق عند الربوة بعد أن تكون تفرعت منه ستة فروع. عن يساره أنهار (يزيد وثورا) وعن يمينه أنهار (المزاوي، الديراني، قنوات، بانياس) مرتبة من المستوى الأعلى إلى المستوى الأدنى في الجريان، حيث تعبر هذه الأنهار الصغيرة أو الأقنية خانق الربوة على مناسيب مختلفة، ثم تتباعد على شكل مروحة تغطي جميع أحياء مدينة دمشق، وبعد خروجها من دمشق تنتشر في جميع مناطق غوطة دمشق مشكلة بهذه الشريانات شبكة ري الغوطة. وفي مجرى النهر عند وادي بردى، يتلقى النهر عدة ينابيع أهمها نبع عين الفيجة الذي يضاعف في غزارة وحجم مياه بردى. ويخترق المجرى الأصلي لبردى، دمشق والغوطة في اتجاه الشرق والشمال الشرقي، حتى يصل إلى سبخة العتيبة بحيرة، بعد أن يكون النهر قد قطع بين منبعه ومصبه مسافة 71 كم.

## بردى في التاريخ
ارتبط اسم نهر بردى بمدينة دمشق، وكان للنهر الأثر الكبير في حضارة المدينة عبر العصور وتغنى به العديد من الشعراء قديما وذكر في الكثير من المراجع التاريخية لأهميته ويقول المؤرخ (ابن عساكر) أن نهر بردى كان يعرف قديما باسم نهر باراديوس أي بمعنى نهر الفردوس، وأطلق عليه الإغريق اسم نهر الذهب وقد ذكر نهر بردى في الكتاب المقدس (التوراة) وفي مراجع تاريخية كثيرة ويوجد لوحات فسيفساء تاريخية تبين نهر بردى مارا بين منازل دمشق للنهر أهمية تاريخية كبيرة وقامت على ضفافه أحداث هامة منذ فجر التاريخ.
بردى أيضاً اسم عائلة في لبنان وسوريا والمغرب والولايات المتحدة والأرجنتين وفرنسا..

## بردى في دمشق
يتفرع عن الضفة اليسرى لنهر بردى في مقدم مدينة دمشق نهران أو قناتان رئيستان:
- قناة يزيد { نهر يزيد}: وهي تتفرع شمالي الهامة، وتجري على طول خط أعلى المهاجرين فحي الأكراد، حيث تروي البساتين، ثم تتجه نحو القابون ثم حرستا وبعدها دوما.
- قناة تورا { نهر تورا }: فرع رئيسي من بردى، تمر جنوبي نهر يزيد، تتفرع عن النهر في موقع القصر بين دمر والربوة، وتجري على طول خط أسفل المهاجرين والصالحية وتتجه نحو سوق ساروجة ثم العمارة فالقصاع ثم تتجه نحو أراضي جوبر، عين ترما وحزة، زملكا، عربين، مسرابا، مديرة، ثم دوما.

وتتفرع عن الضفة اليمنى لنهر بردى في مقدم مدينة دمشق أيضاً، أربعة أنهار أو أقنية رئيسة:
- قناة المزاوي: وتتفرع عن النهر بين قدسيا ودمر، وتجه لتروي أراضي المزة ثم كفرسوسة.
- قناة الديراني: وتتفرع عن النهر بين دمر والقصر في موقع (الشاذروان)، وتروي أراضي المزة ثم كفرسوسة، والنصف الشمالي من أراضي داريا.
- قناة القنوات: تتفرع عن النهر بين القصر والربوة، وتدخل في حي باب السريجة، ثم تسير باتجاه أحياء القنوات والشاغور وباب المصلى، وتنتهي في أراضي بساتين الشاغور والقدم.
- قناة بانياس: تتفرع عن النهر في موقع الربوة، وتجري جنوبي ساحة المعرض، ثم تتجه نحو جامعة دمشق فشارع النصر السنجقدار، وتدخل القلعة قلعة دمشق ثم تتفرع إلى فرعين: أحدهما يتجه جنوباً إلى الشاغور فالميدان، ويتجه الآخر شرقاً نحو الجامع الأموي والقيمرية ثم إلى العمارة فباب السلام، وتنتهي في بساتين الشاغور.

أما في داخل المدينة فيتفرع عن المسرى الأساس لنهر بردى قناتان هما:
- قناة أو نهر العقرباني: وتتفرع عن الضفة اليمنى للنهر تحت ساحة المرجة، وبعد خروجها من مدينة دمشق جنوباً، تروي أراضي جرمانا وعقربا وبيت سحم.
- قناة الداعياني: وتتفرع عن الضفة اليسرى للنهر في موقع الصوفانية في باب توما وتروي أراضي جوبر، عين ترما، كفربطنا، سقبا، حمورة، أفتريس، بيت سوا، جسرين، وغيرها.

## بردى والمصايف
يسير نهر بردى من منبعه جنوب مصيف الزبداني من الجبال المحيطة بسهل الزبداني ومتعرجا بين الجبال والمصايف السورية العريقة وصولا إلى مصايف وادي بردى وإلى ربوة دمشق ويسير نهر بردى في كثير من الأماكن مجاورا لقطار المصايف الشهير ويمر في 13 بلده ومصيف وتنتشر على جانبي النهر المتنزهات والفنادق والمطاعم والمقاهي وأماكن النزهة الشعبية (السيران) المعروفة لسكان مدينة دمشق منذ القدم والبساتين الغناء قبل أن يدخل منطقة الربوه في وادي بين الجبال ويسير بجانب سكة القطار وطريق المصايف ويدخل إلى دمشق مخترقا المدينة العريقة وصولا للغوطة المحيطة بالمدينة ليروي بساتينها ويجعلها جنة خضراء وتعتبر غوطة دمشق من أخصب البقاع، ويصب النهر في بحيرة العتيبة جنوب شرق مدينة دمشق، وبسبب انخفاض مستوى المياه الجوفية في المنطقة انخفض منسوب المياه في النهر كثيرا منذ التسعينات وبعد ازدياد العناية بمجرى النهر في السنوات الأخيرة عادت غزارة المياه للنهر في بعض المناطق ولوحظ صفائه ووجه الجميل وخاصة في دمر والربوة وتبذل جهود كبيرة حاليا لرفد النهر والعمل على إعادته إلى ما كان عليه في السابق.

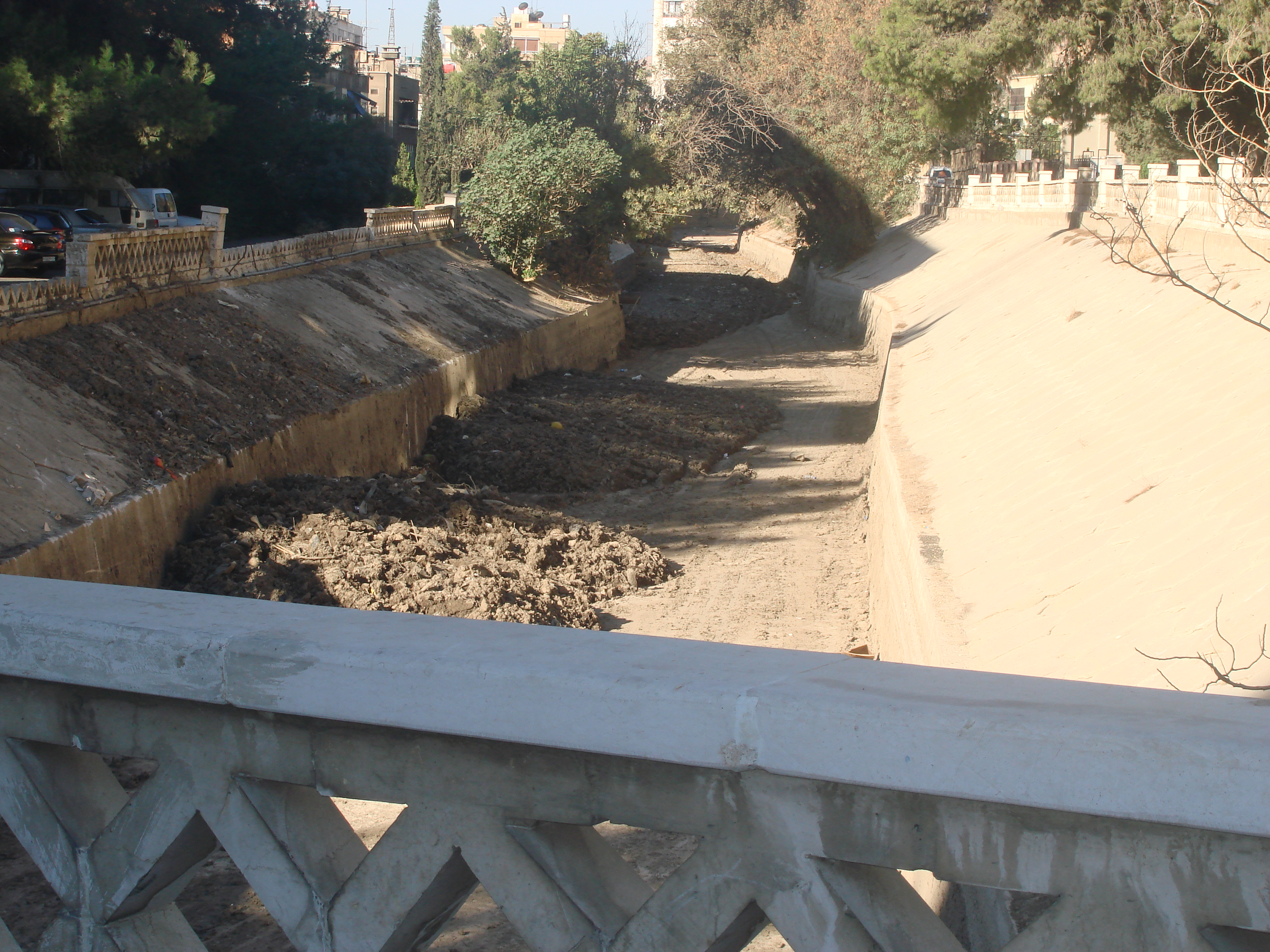
صيانة مجرى النهر في أحد المواقع

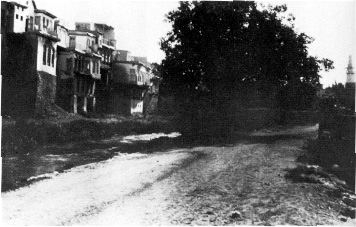
نهر بردى ثلاثينات القرن العشرين.

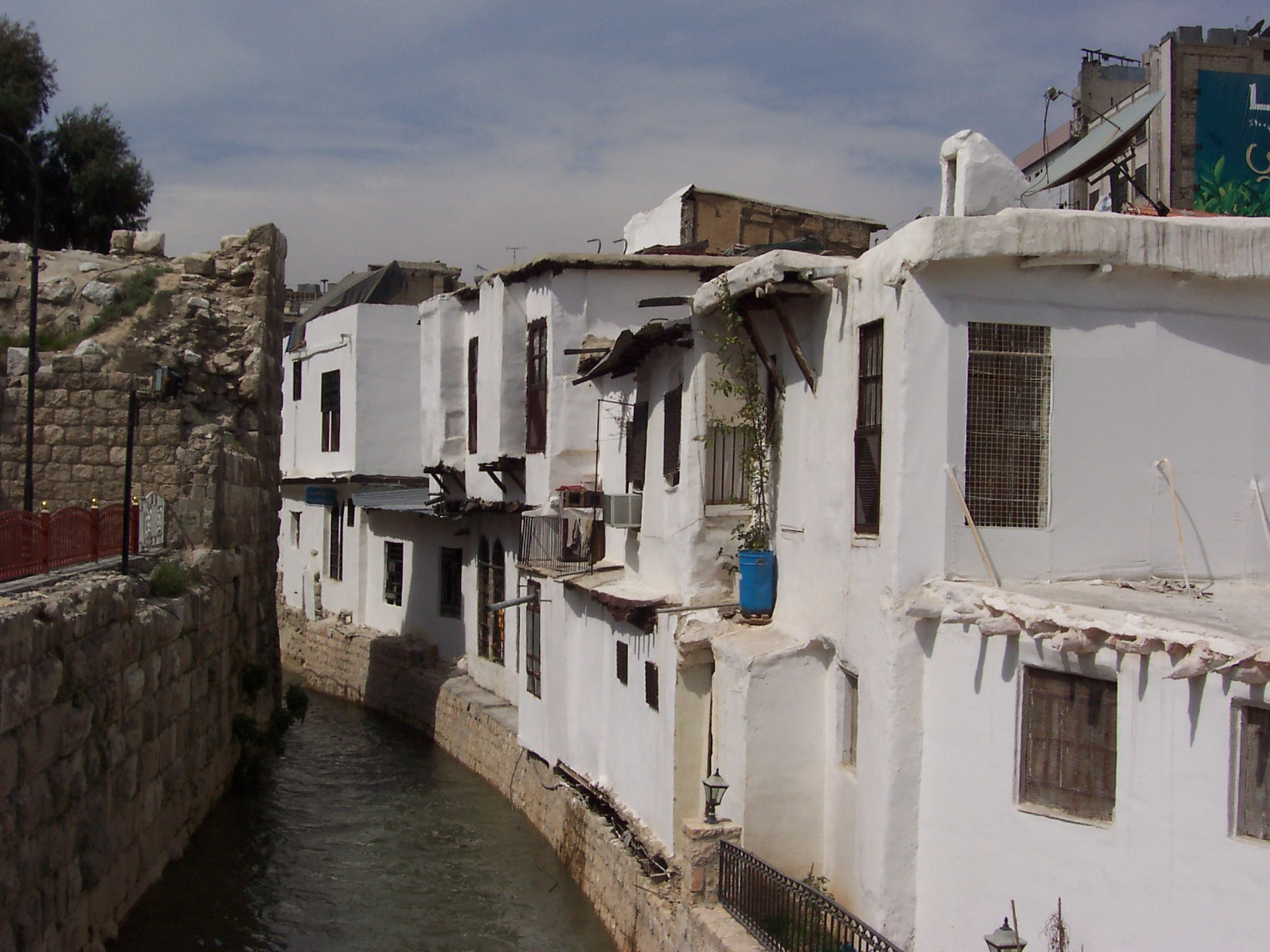
نهر بردى في دمشق القديمة بالقرب من قلعة دمشق

## معرض صور

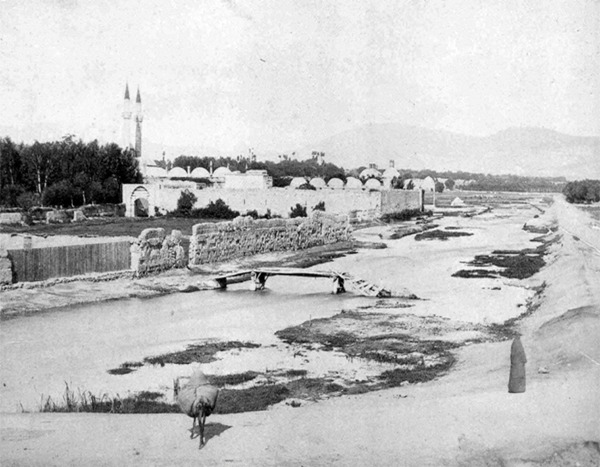
التكية السليمانية على ضفة نهر بردى
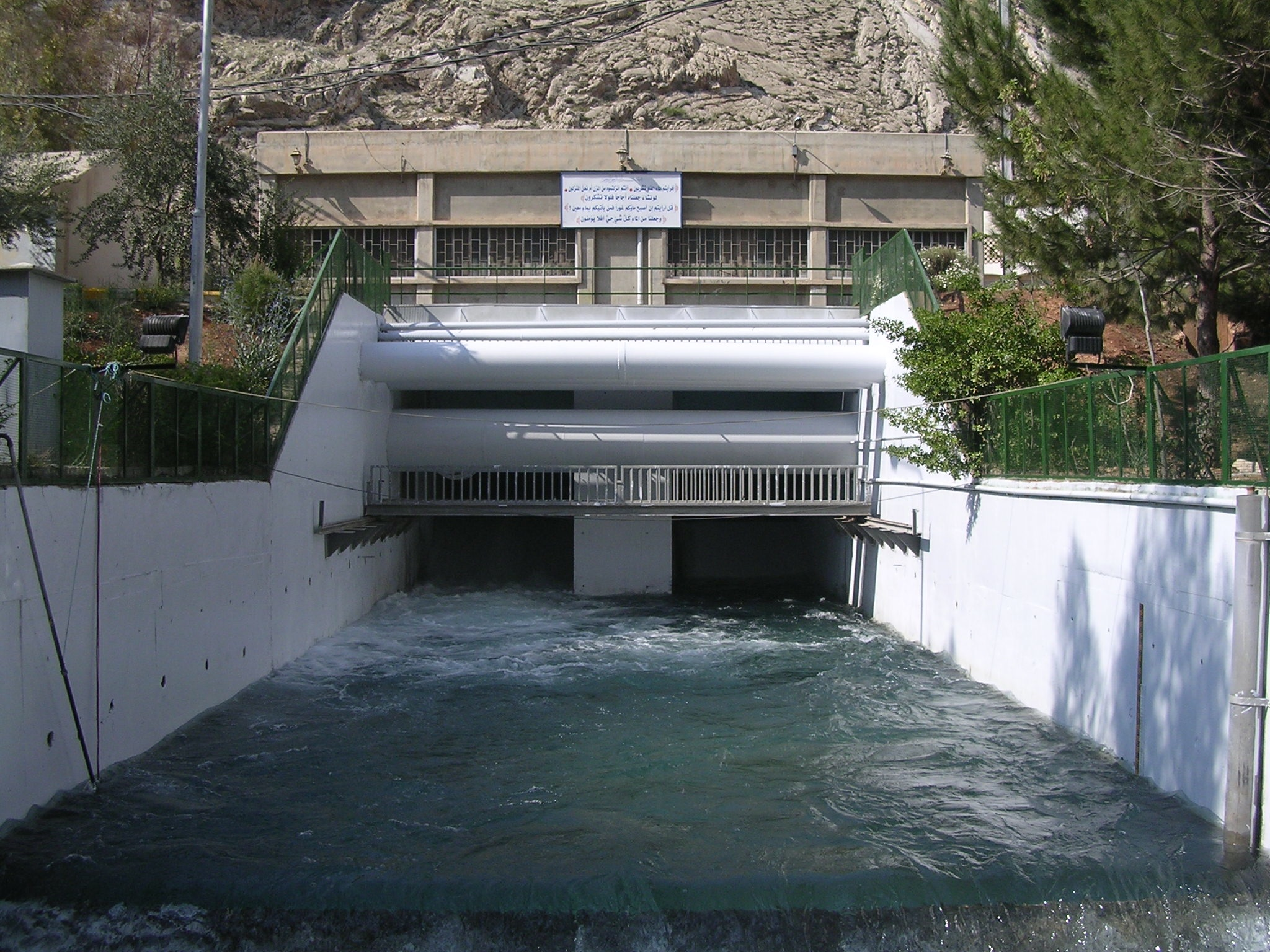
نبع الفيجة
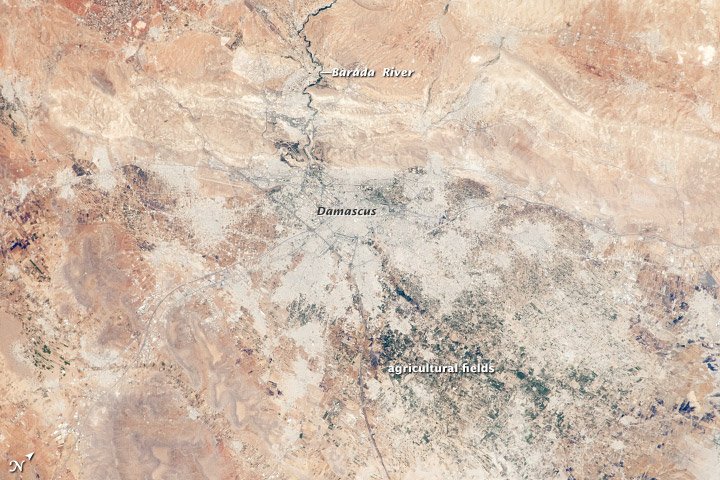
صورة جوّية لنهر بردى
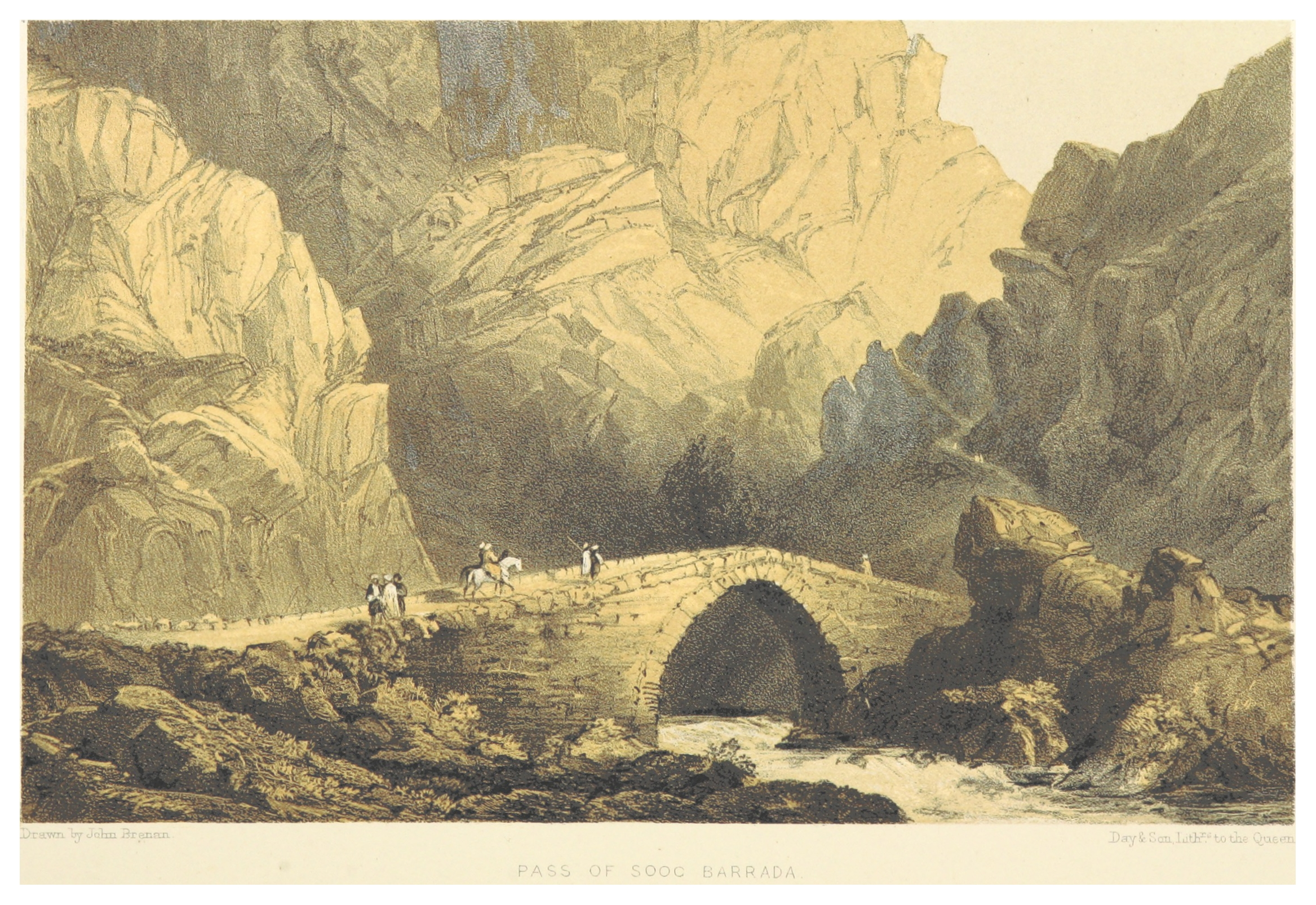
رسم من سنة 1855 لجون بارلو، عبور نهر بردى